# Eduardo Ortega y Gasset
Eduardo Ortega y Gasset (Madrid, 11 de abril de 1882-Caracas, 25 de febrero de 1965) fue un abogado y político republicano español, hermano mayor de José Ortega y Gasset.

## Biografía
Encarcelado durante la dictadura de Primo de Rivera por acudir a la despedida de Rodrigo Soriano cuando fue desterrado y sobreseída la causa marchó voluntariamente al exilio a Francia. Allí, en Hendaya, dirigió desde diciembre de 1928, junto con Miguel de Unamuno, la publicación clandestina Hojas Libres, contraria a la dictadura y a la monarquía alfonsina. Tras su caída, se decretó una amnistía que le permitió regresar a España, siendo uno de los firmantes, a título personal, del Pacto de San Sebastián. Encarcelado en la Cárcel Modelo de Madrid, con el Comité Nacional Revolucionario como consecuencia de la fallida sublevación de Jaca, formó parte de la candidatura de la Conjunción Republicano-Socialista, como miembro del Partido Republicano Radical Socialista, al ayuntamiento de Madrid en las elecciones municipales del 12 de abril de 1931, resultando elegido concejal por el distrito de Hospicio.
Al proclamarse la República fue nombrado gobernador civil de Madrid y más tarde resultó elegido diputado a las Cortes Constituyentes por tres circunscripciones diferentes, haciéndose cargo finalmente de la de Ciudad Real.
Tras la creación de Izquierda Radical Socialista por Juan Botella Asensi en junio de 1932 se integró en dicho partido, en el que permaneció durante los años siguientes.
En diciembre de 1934 fue uno de los organizadores del equipo de abogados encargado de defender a los encausados por los hechos de la revolución de octubre de 1934; tras el triunfo del Frente Popular, Ortega sufrió un atentado el 7 de abril de 1936 mediante la colocación, por parte de dos terroristas expulsados de una organización anarquista y afiliados a Falange, de un paquete bomba en su casa como represalia por estos hechos. Otras fuentes atribuyen el atentado a los anarquistas.
Durante la guerra civil, con la llegada al gobierno de Largo Caballero fue nombrado fiscal general de la República en diciembre de 1936, cargo del que dimitió en noviembre de 1937 a consecuencia de las tensiones surgidas con dirigentes de la CNT por negarse a retirar los cargos contra el terrorista Aurelio Fernández, en ese momento en prisión. Huyó de España por temor a otro atentado contra su vida (el anarquista García Oliver le amenazó con estas palabras: "Nosotros no avisamos más que una vez"), trasladándose a París, luego a Cuba y por último a Venezuela, donde falleció.

## Obras
- Annual. Relato de un soldado e impresiones de un cronista (1922)
- Etiopía. El conflicto italo-abisinio (1935)